# Kabupaten Bondowoso
Kabupaten Bondowoso är ett kabupaten i Indonesien.   Det ligger i provinsen Jawa Timur, i den västra delen av landet, 800 km öster om huvudstaden Jakarta. Antalet invånare är 736 772.